# Solimões

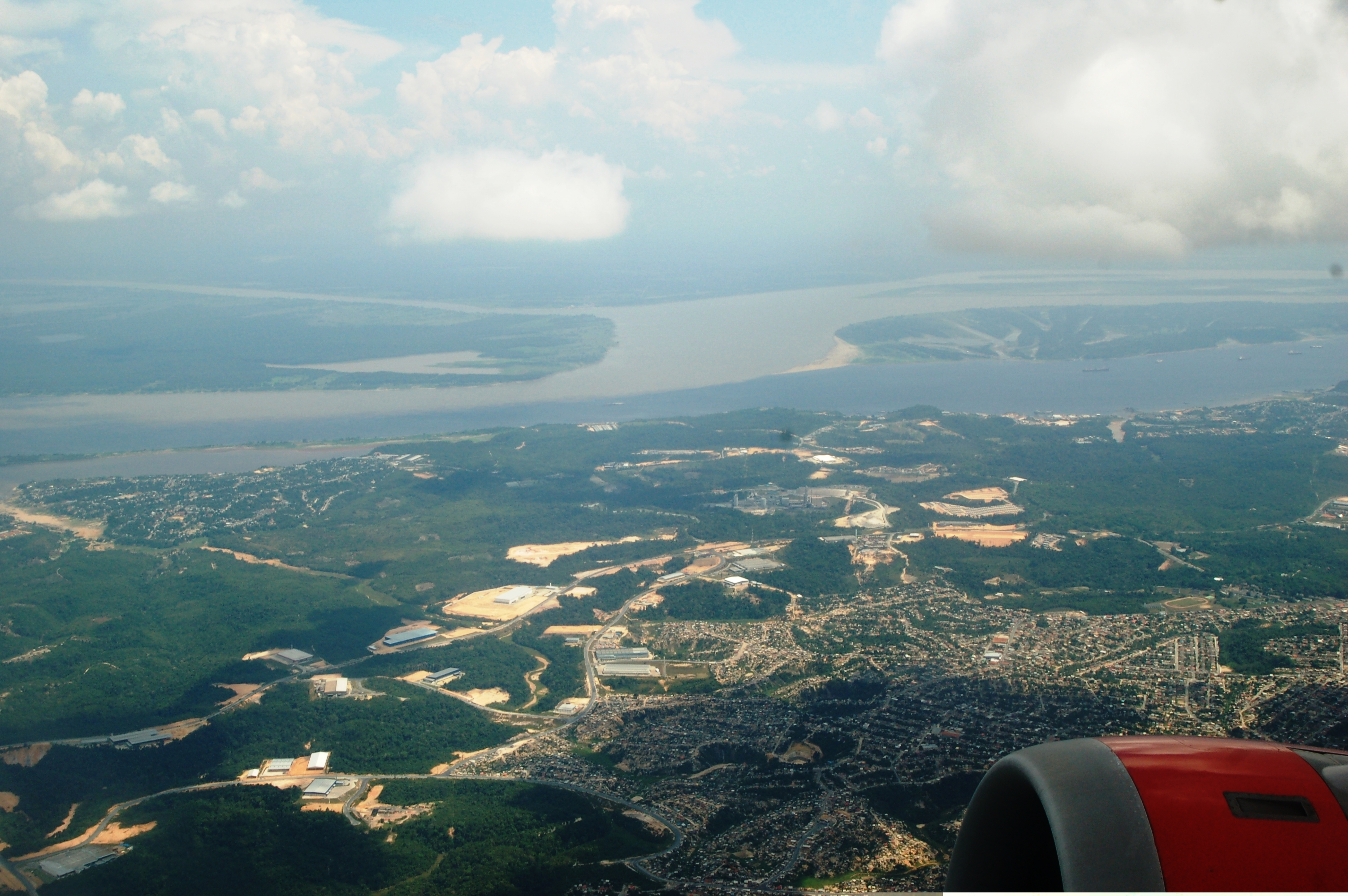
Samenkomst van de Solimões (boven) met de Rio Negro

De Solimões (Portugees: Rio Solimões) is de naam van de rivier de Amazone tussen de Braziliaans-Peruviaanse grens en de samenvloeiing met de Rio Negro, de Encontro das Águas.
Bij de grens tussen Brazilië en Peru is de Amazone al een zeer brede waterstroom. Vanaf Tabatinga zoekt de Solimões rustig haar weg door het Amazonebekken. Tot de samenvloeiing met de Rio Negro krijgt de rivier nog veel water te verwerken, zowel uit het noorden (het Hoogland van Guyana) als het zuiden (het Hoogland van Bolivia).